# Vânt stelar
Vântul stelar este un flux de plasmă constituit îndeosebi din protoni și electroni care sunt ejectați din atmosfera stelelor. Vântul stelar care provine din Soarele nostru este denumit vânt solar.

## Descrieri

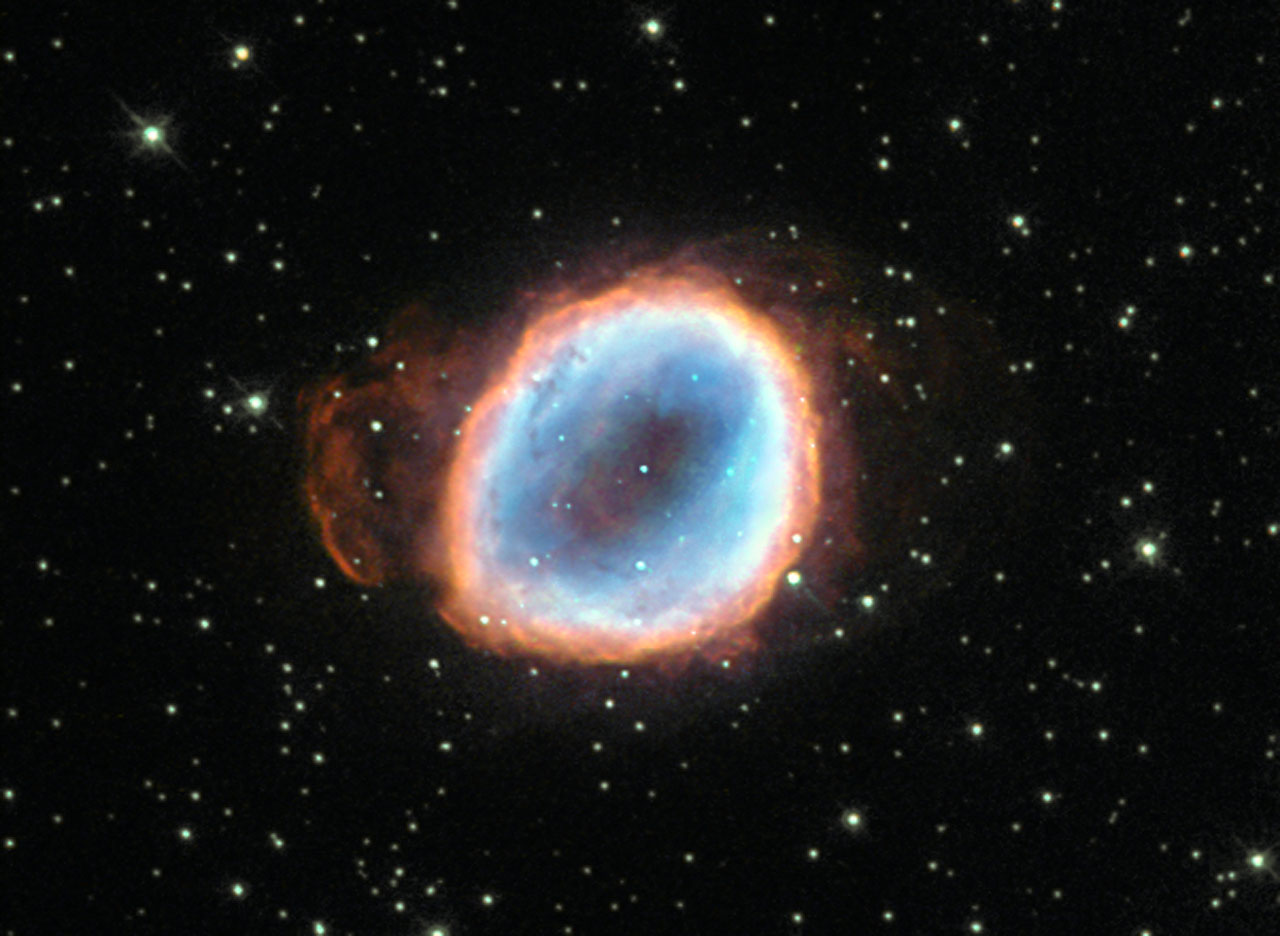
În nebuloasa planetară NGC 6565, un nor de gaz a fost scos din stea de vânturi stelare puternice.

Vântul stelar este un flux continuu de materie care provine de la suprafața stelelor. Vitezele vântului, potrivit tipului de stea, sunt de la câteva zeci la mai multe mii de kilometri pe secundă, masa pierdută de către stea variază cu o rată cuprinsă între 10–14 și 10-3 mase solare pe an. Deși vânturile emise de stelele secvenței principale nu influențează decisiv evoluția stelei, în ultimele faze evolutive au adesea un rol decisiv în soarta stelei: de fapt, multe stele de masă intermediară evoluează în nebuloase planetare și apoi în pitice albe, în loc să explodeze în supernove și să se dezvolte în stele neutronice, întrucât ele au pierdut deja destul de multă masă în timpul existenței lor, cu vântul stelar, ceea ce face ca nucleul să ajungă la o masă sub limita Chandrasekhar, corespunzând la 1,44 Mʘ.
Există diferite forme de vânturi stelare, care se disting prin mecanismul lor de punere în mișcare:
- Vânturile reci, cum sunt cele emanate de gigantele roșii, sunt constituite din atomi și din molecule neutre, așa cum sunt carbonul și silicatul. Aceste vânturi sunt prăfoase și relativ lente cu doar câteva zeci de kilometri pe secundă. Materia este accelerată în atmosfera gigantei roșii prin unde de șoc datorate pulsațiilor. La o anumită distanță de steaua roșie, temperatura a scăzut suficient, iar gazul se condensează în pulberi.[2] În jurul lui Betelgeuse, de exemplu, radiotelescoapele pot pune în evidență o serie de cercuri concentrice care sunt rezultatul pierderii masive a stelei. O stea foarte masivă poate pierde, de asemenea, diverse mase solare, pe parcursul vieții, din cauza vântului stelar puternic.[2] Rata pierderii de materie poate fi foarte mare cu până la 10-6 mase solare pe an. În timpul acestui proces, giganta roșie devine o nebuloasă de emisie, constituită dintr-o cochilie de gaz în expansiune, ejectat de o stea la sfârșitul vieții. Nebuloasa planetară își urmează tranziția de la starea de gigantă roșie la starea de pitică albă în timpul ramurii gigant asimptotice.
- În stelele din secvența principală, de tipul Soarelui nostru, vântul de particule este încărcat, îndeosebi cu protoni și cu electroni. Aceste vânturi ca vântul solar sunt în principal dictate de temperaturile extreme ale coroanei de câteva milioane de Kelvin. Mecanismul cum ar fi presiunea gazului accelerează vântul pe mai multe sute de kilometri pe secundă. Masa de pierdere observată pentru Soare este de circa 10–14 mase solare pe an.
- Vânturile stelelor calde, cu temperaturi la suprafață de mai mult de 10.000 Kelvin, au compoziția chimică similară cu însăși suprafața stelei. Cea mai mare parte a atomilor sunt ionizați o dată sau de mai multe ori. Aceste vânturi pot fi foarte rapide, de mai multe mii de kilometri pe secundă. Aceste vânturi calde sunt antrenate și prin presiunea radiațiilor nucleului stelei. Contrar vânturilor reci, ele nu își etalează spectrul stelar continuu, ci prin absorbție în domeniul spectral ultraviolet. Pierderea de masă merge de la  10–10 mase solare pe an, în principalele stele calde, la 10-6 mase solare pe an, în supergigante și la 10-3 mase solare pe an, în tipul de stea Wolf–Rayet.